# 43e régiment d'infanterie territoriale
Pour les articles homonymes, voir 43e régiment.
Le 43e régiment d'infanterie territoriale est un régiment d'infanterie de l'armée de terre française qui a participé à la Première Guerre mondiale.

## Création et dénominations
- 19 mars 1875 : le 43e régiment d'infanterie territoriale reçoit son numéro en prévision de la mobilisation[1].
- août 1914 : formation du 43e régiment d'infanterie territoriale (sept bataillons).
- 10 septembre 1916 : dissolution du 4e bataillon, le 7e bataillon prend le numéro 4.
- 25 septembre 1917 : dissolution des trois premiers bataillons.
- 1er février 1919 : dissolution du 43e régiment d'infanterie territoriale.

## Chefs de corps
- 1er août 1914 - 8 juin 1916 : lieutenant-colonel Bourgoignon.
- 9 juin 1916 - 14 octobre 1918 : lieutenant-colonel Félix (nommé colonel le 4 octobre 1916).
- 17 octobre - 18 décembre 1918 : lieutenant-colonel Donzel.
- 19 décembre 1918 - 1er février 1919 : chef de bataillon Champeu (nommé lieutenant-colonel le 21 janvier 1919).

## Historique des garnisons, combats et batailles

### Première Guerre mondiale

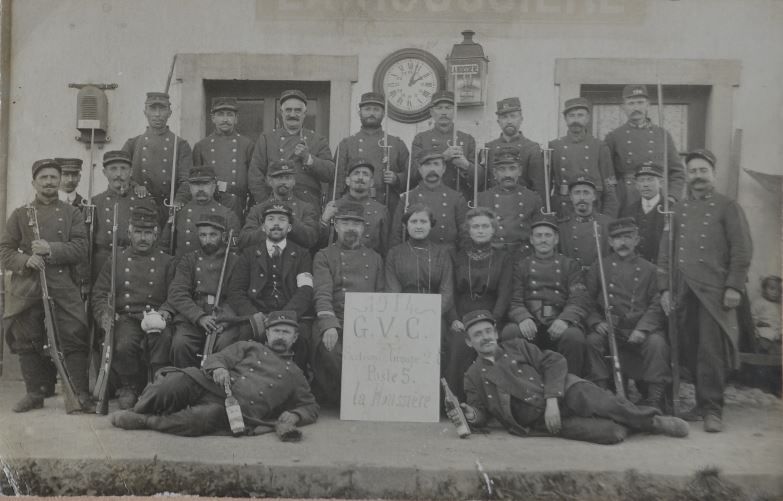
Section du à la gare de La Houssière, en protection GVC de la ligne Saint-Dié – Épinal.

En 1914, le régiment compte 14 000 hommes, dont 5 000 sont gardes des voies de communications (GVC).

#### Affectations
- 66e division de réserve de septembre 1914 à 1915.
- 41e division d'infanterie de 1915 à 1916.
- 12e division d'infanterie de 1916 à août 1918.
- 2e division d'infanterie d'août à novembre 1918.

#### 1914
- 2 août - 19 septembre : Vosges, couverture de la place forte d’Épinal.
- 20 septembre - décembre : combats dans la région de Badonviller, Clézentaine et à Aspech.

#### 1915
.

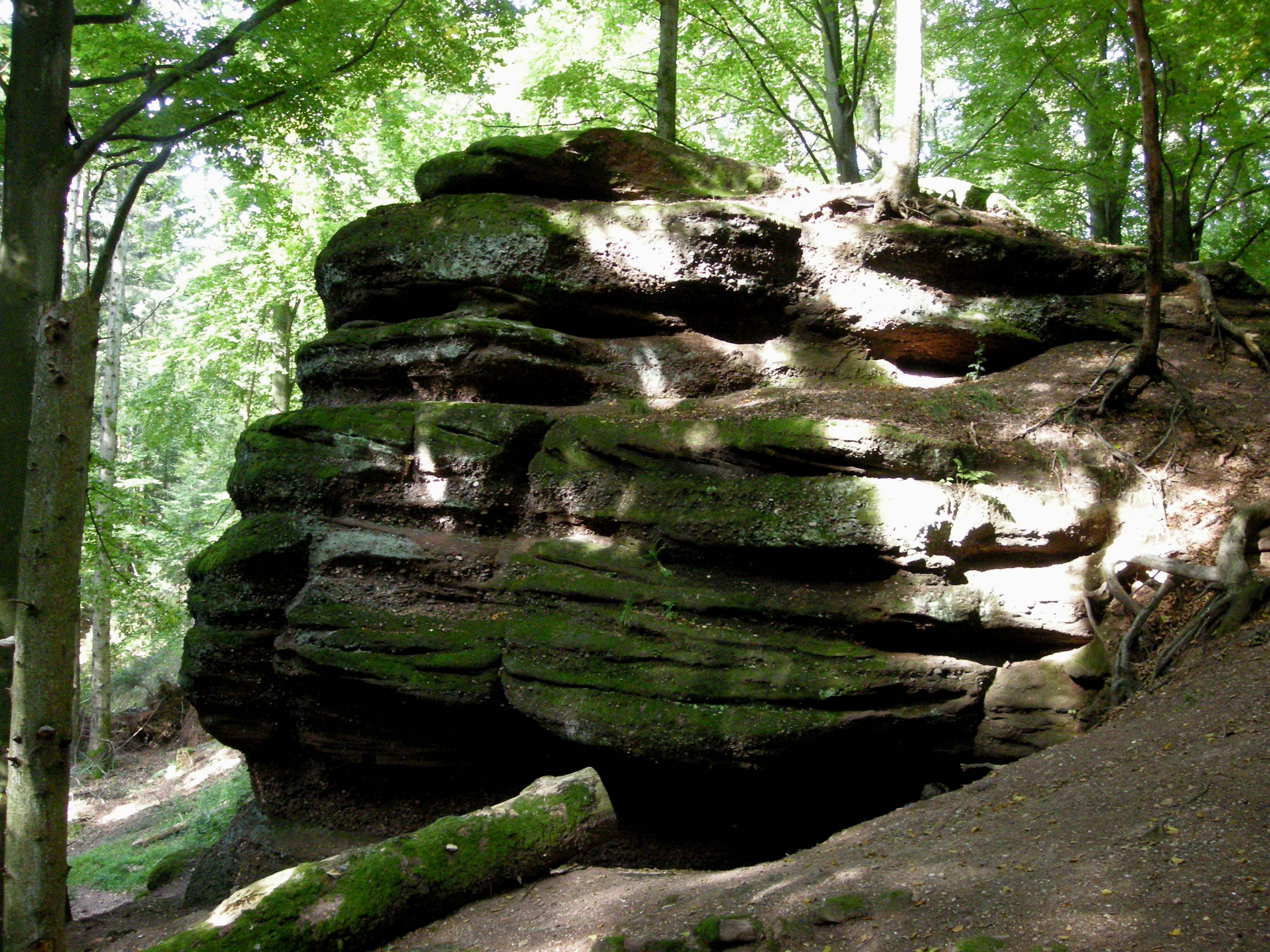
La grotte des Poilus, site naturel proche du Col de la Chapelotte (Meurthe-et-Moselle), transformé en poste de secours par le 43e RIT pendant la Première Guerre mondiale

- février - mars : combats du secteur Pré de Raves, Immerlins et de la Tête-des-Faux.
- avril - mai : combats de Richstein, de Sulzern et de Celles-sur-Plaine.
- juin - juillet : Bataille de La Fontenelle.
- août - octobre : service de place de Saint-Dié, combat du secteur du col du Bonhomme et aux Colins.
- novembre - décembre : combats au ravin des Colins, secteur La Chapelle, de la Plaine et du Rabodeau.

#### 1916
- janvier - mars : combats dans le secteur Bichstein-Sulzern, col du Bonhomme et secteur du Moriez.
- avril - mai : combats dans le secteur des Colins et cote 497.
- juin - juillet : combats à Sondernach, secteur de Sulzern, secteur du Bonhomme et dans le secteur de la Trouche.
- août - septembre : combats dans le secteur des Colins, secteur de Saint-Jean-d'Ormont et secteur du Violu.
- octobre - novembre : combats à Launois et secteur du Bonhomme.
- décembre : combats dans le secteur de Ravines.

#### 1917
- janvier - février : combats dans la vallée de la Béchine.
- mars - avril : combats à la Tête-des-Faux, secteur du Bonhomme, secteur du Sulzern, Celles-sur-Plaine et Ravines.
- mai - juin : combats dans le secteur du Creux-d'Argent, secteur du Bonhomme et Tête-des-Faux.
- juillet - août : combats dans le secteur du Bonhomme, Tête-des-Faux et dans le secteur du Couronnée.
- septembre - octobre : combats dans le secteur des Bagenelles, vallée de la Plaine et dans le secteur de la Fecht.

#### 1918
- 2 janvier : « Vers 5 h 45, tir nourri des canons de 105 mm et 77 mm sur les postes du ravin de la Plaine. C'est un coup de main allemand qui se déclenche à 7 heures, mais échoue devant le barrage de nos F. M., des V. B., et l'efficacité de l'artillerie. Les Français ont deux blessés, 21e compagnie. Au rapport de la division, le 12, à Saint-Dié, le général Rondeau cite publiquement le 43e en exemple pour sa discipline, son sang-froid, l'attitude correcte devant les chefs, la solidité des tranchées. ».
- 17 mars : Le général Degoutte, commandant le 21e corps d'armée, vient inopinément visiter les bataillons en première ligne. Interrogeant hommes et chefs dans les groupes de combat, le général constate que la plupart des chefs étaient soldats. L'autorisation de remplacer les cadres partis suit de près la visite.
- 1er juin : Une reconnaissance durant la nuit ramène deux Allemands au poste du Reluquart.
- septembre : L'état-major et la C. H. R. arrivent le 3 à Verdun (faubourg Pavé), laissant les sapeurs, pionniers, ambulanciers à Osches avec le lieutenant Mourey (travaux du camp d'aviation du G. A. E.). Rendus au régiment, ils sont employés à toiletter les tombes, à faire revivre des quartiers démolis, à établir des abris, les cantonnements étant souvent bombardés par canons et avions. Un avion allemand y est descendu le 18 septembre.

## Traditions

### Drapeau
Il porte, cousues en lettres d'or dans ses plis, les inscriptions suivantes :
- Alsace 1914

### Décorations
Treize compagnies obtiennent des citations :
- huit compagnies citées à l'ordre de l'armée ou de la division ;
- cinq citations à l'ordre de la Brigade. Plus de 500 citations individuelles d'ordres supérieurs.

### Distinctions
Le régiment reçoit le surnom « Le beau 43e RIT » du général de Maud'huy en juillet 1915, surnom associé à la devise « n'a jamais cédé ».

### Sources et bibliographie
- Gilbert Arthur Bourgoignon, Aux combats dits de La Fontenelle. Beau rôle du 43e régiment d'infanterie territorial, 1922, lire en ligne sur Gallica.
- Historique succinct du 43e régiment territorial d'infanterie de campagne, Epinal, Kahn, 1920, 37 p., lire en ligne sur Gallica.